# David Daniell
David Daniell, nascido em 23 de dezembro de 1989 em Middlesbrough, é um ciclista em pista britânico.

## Palmarés

### Campeonatos mundiais
- Copenhaga 2010
  -     - 7.º do quilómetro

### Campeonatos mundiais juniores
- 2006
  -  Campeão do mundo de velocidade por equipas juniores (com Jason Kenny e Christian Lyte)
  -  Medalha de bronze do quilómetro juniores
- 2007
  -  Campeão do mundo de velocidade por equipas juniores (com Christian Lyte e Peter Mitchell)
  -  Medalha de prata do keirin juniores
  - 5.º do quilómetro

### Copa do mundo
- 2008-2009
  - 1.º do quilómetro em Manchester
- 2009-2010
  - 2.º do quilómetro em Manchester
  - 2.º da velocidade por equipas em Manchester

### Jogos do Commonwealth
- Nova Delhi 2010
  -  Medalhista de prata do keirin

### Campeonato Europeu
- Atenas 2006
  -  Campeão da Europa de velocidade por equipas juniores (com Jason Kenny e Christian Lyte)
  -  Campeão da Europa do quilómetro juniores
- Cottbus 2007
  -  Campeão da Europa de velocidade individual juniores
  -  Medalha de prata da velocidade por equipas juniores
  -  Medalha de bronze do keirin juniores
- Pruszkow 2008
  -  Medalha de prata da velocidade por equipas esperanças
  -  Medalha de prata do keirin esperanças
- Minsk 2009
  -  Medalha de prata da velocidade por equipas esperanças

### Campeonato da Grã-Bretanha
- 2007
  -  Campeão da Grã-Bretanha de velocidade individual juniores
  -  Campeão da Grã-Bretanha do quilómetro juniores
- 2008
  -  Campeão da Grã-Bretanha de velocidade por equipas (com Matthew Crampton e Christian Lyte)
- 2012
  -  Campeão da Grã-Bretanha de velocidade por equipas (com Peter Mitchell e Lewis Oliva)